# Dove andiamo, signora?
Dove andiamo signora? è un film del 1942 diretto da Gian Maria Cominetti ed Ernst Marischka.

## La critica
« La vicenda appartiene al genere brioso, indiavolato e birbone dell'immediato dopoguerra dell'altra guerra, quando i commediografi favoleggiavano su inverosimili avventure di dattilografe che diventavano principesse e di conti mascherati da domestici; appartiene a un genere dal quale è inspiegabile come certa cinematografia stenti tanto ad allontanarsi. Comunque il successo c'è e il film è giudicato dagli spettatori divertente, Regista Cominetti vecchio lupo del giornalismo, le figure del film sono mosse con giovialità belle e ben illuminate...» Diego Calcagno in Film del 20 febbraio 1943.

## Produzione
Prodotto da Francesco Curato, per Elica Film - XX Secolo,  il film fu girato nel 1942 negli studi della Titanus alla Farnesina.